# 이범석 (1967년)
이범석(李範錫, 1967년 3월 3일~)은 대한민국의 정치인이다. 제30대 청주시장이다.

## 학력
- 종암국민학교(폐교) 졸업
- 미원중학교 졸업
- 신흥고등학교 졸업
- 충북대학교 행정학 학사
- 충북대학교 대학원 행정학 석사

## 경력
- 1992: 제36회 행정고시 합격
- 충청북도청 기획관리실
- 충청북도청 도정혁신기획단장
- 기획예산처 재정기획실
- 기획예산처 재정전략실
- 2009.01 ~ 2009.12: 충청북도 옥천군 부군수
- 2010.01 ~ 2010.08: 충청북도청 공보관
- 2010.08 ~ 2010.09: 충청북도청 정책기획관
- 2010.09 ~ 2013.07: 행정안전부 지역발전과장
- 2013.07 ~ 2014.01: 안전행정부 자치제도과장
- 2014.01 ~ 2015.12: 정부청사관리소 세종청사관리소장
- 2015.12 ~ 2016.12: 행정자치부 과거사관련업무지원단장
- 2017.01 ~ 2018.08: 충청북도 청주시 부시장
- 2017.11 ~ 2018.06: 충청북도 청주시장 권한대행
- 2018.09 ~ 2020.03: 국가균형발전위원회 지역혁신국장
- 2020.03 ~ 2021.02: 행정안전부 재난협력정책관
- 2021.02 ~ 2021.09: 행정안전부 지역발전정책관
- 20대 대선 선거대책본부 미래정치연합 충북본부장, 전략기획위 정책본부장
- 2022.07 ~ : 제30대 민선 8기 충청북도 청주시장
- 2024.06 ~: 충북 시장군수협의회 회장
- 2024.11 ~: 대한민국시장·군수·구청장협의회 공동회장

## 역대 선거 결과
| 실시년도 | 선거      | 대수 | 직책 | 선거구      | 정당     | 득표수    | 득표율          | 순위 | 당락 | 비고           |
| -------- | --------- | ---- | ---- | ----------- | -------- | --------- | --------------- | ---- | ---- | -------------- |
| 2022년   | 지방 선거 | 30대 | 시장 | 충북 청주시 | 국민의힘 | 189,363표 | \| \| 58.39% \| | 1위  |      | 초선, 민선 8기 |
|          | 58.39%    |      |      |             |          |           |                 |      |      |                |

| 전임 이승훈 | 충청북도 청주시장 권한대행 2017년 11월 9일 ~ 2018년 6월 30일 | 후임 한범덕 |

| 전임 한범덕 | 제30대 충청북도 청주시장 2022년 7월 1일 ~ |  |